# Rafiq Tağı
Rafiq Tağı, nacido como Rafig Nazir oglu Taghiyev (5 de agosto de 1950, Khoshchobanly, raión de Masallı, Azerbaiyán - 23 de noviembre de 2011, Bakú, Azerbaiyán) fue un cuentista y periodista azerbaiyano que trabajaba para el periódico Sanat hasta que la policía lo arrestó junto con su director Samir Sadagatoglu por el artículo «Europa y nosotros», que se considera crítico con el Islam y su profeta Mahoma. Fue acusado de incitación al odio racial y condenado a tres años de prisión. Liberado por un indulto presidencial, algunos meses más tarde fue asesinado en un aparcamiento.

## Biografía
Nació en el pueblo de Khoshchobanly, en el raión de Masallı, en Azerbaiyán. Se graduó en la Universidad de Medicina de Azerbaiyán y trabajó como médico en las partes rurales de Azerbaiyán. Más tarde recibió el título de cardiología de la Universidad de Medicina de Moscú. A partir de 1990, trabajó en los Servicios Médicos de Emergencia del Hospital de Bakú.
Siendo periodista, cuyos trabajos han sido publicados en medios de comunicación de Azerbaiyán y otros países, a lo largo de su carrera se hizo conocido especialmente como autor de seis libros en prosa recogidos y una serie de polémicos artículos. Su membresía en la Unión de Escritores de Azerbaiyán, de la que había sido miembro durante 16 años, fue revocada después de escribir un ensayo crítico que analizaba las opiniones sociales y políticas del famoso poeta azerbaiyano Samad Vurghun. Otro artículo titulado Europa y nosotros, publicado en 2006 en el periódico Sanat provocó protestas en Azerbaiyán e Irán, así como una fetua que declaraba la pena de muerte por parte del gran ayatolá Fazel Lankarani.
En 2006, algunos de los residentes de Nardarán, «bastión de los islamistas chiitas» de Azerbaiyán, le exigían durante sus manifestaciones un castigo severo. Los manifestantes llevaban pancartas que decían: «¡Muerte a Israel!» y todos los discursos estaban acompañados de un fuerte grito de «¡Allahu Akbar!» («¡Dios es grande!»). Hajiagha Nuriyev, presidente del Partido Islámico de Azerbaiyán, dijo que Tağı «actuaba en nombre del sionismo internacional y Armenia».
En 2007, la Corte de Apelaciones de Azerbaiyán, en ausencia de los culpables, rechazó la petición de apelación interpuesta por Tağı y el director de Sadagatoglu. Lo acusaron de promover el odio religioso y fue condenado a cuatro años de cárcel por instigar la hostilidad religiosa. Después de 8 meses de prisión y un indulto presidencial, fue puesto en libertad.
Rafiq Tağı murió el 23 de noviembre de 2011, de una herida con un cuchillo recibida el 19 de noviembre, en un aparcamiento cerca de su casa. En una entrevista que se realizó un día antes de su muerte, Rafiq Tağı declaró que el ataque podría ser un acto de represalia por el artículo Irán y la inevitabilidad de la globalización publicado el 10 de noviembre de 2011 y en el que criticó al presidente de Irán, Mahmud Ahmadineyad por «desacreditar al Islam».
Su familia expresó preocupación porque, tras una semana del evento, nadie había sido responsabilizado por el asesinato e informó de su intención de demandar al Ministerio de Salud y el médico jefe de la clínica donde murió Tağı, por negligencia médica que causó su muerte. Además, anunció los planes para pedir asilo político en uno de los países occidentales.

## Reacciones

### En Azerbaiyán
La periodista de investigación y columnista asociada Khadija Ismayilova culpa a los islamistas radicales que trabajan en estrecha colaboración con los servicios de inteligencia secreta de Irán por el asesinato.
El denunciante Elshad Abdullayev cree que el ministro de Seguridad Akif Chovdarov es el responsable del asesinato.

### En Irán
La embajada de Irán en Bakú negó todas las acusaciones de que Irán estuviera involucrado de alguna manera con el asesinato y las calificó de «infundadas».
En su sitio web, el ayatolá Mohammad Javad Lankarani, hijo del ayatolá descendiente de la fetua Mohammad Fazel Lankarani, quien falleció en 2007, publicó una declaración en la que elogió a los asesinos por «enviar al infierno a los réprobos que insultaron al profeta» y aseguró que los jóvenes musulmanes no iban a dejar que «continuaran las intrigas del imperialismo mundial y el sionismo».
En este caso, el disidente jurista, Mohsen Kadivar, involucrado en un acalorado debate moral y legal sobre la legitimidad de la fetua con el hijo del ayatolá recién fallecido. Argumentó que su aplicación extraterritorial era inhumano, sacrílego y anticonstitucional.